# تبليط بنروز

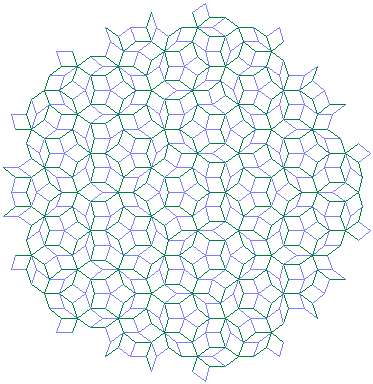
تبليط بنروز

تبليط بنروز (بالإنجليزية: Penrose tiling) هو عبارة عن تبليط ينتج عن تكرار لا دوري لشكل هندسي قام باختراعه روجر بنروز في عام 1970.

## خصائص تبليط بنروز
- لا دوري، أي أن أي جزء منه لا يمكن أن يتطابق مع القطعة الأصلية بشكل تام.
- تظهر أي منطقة من التبليط عدد لانهائي من المرات في التبليط